# Monomorium marshi
Monomorium marshi är en myrart som beskrevs av Barry Bolton 1987. Monomorium marshi ingår i släktet Monomorium och familjen myror. Inga underarter finns listade i Catalogue of Life.